# Мейське-Поля (Лодзинське воєводство)
Мейське-Поля (пол. Miejskie Pola) — село в Польщі, у гміні Пшедбуж Радомщанського повіту Лодзинського воєводства.
Населення — 241 особа (2011).
У 1975-1998 роках село належало до Пйотрковського воєводства.

## Демографія
Демографічна структура станом на 31 березня 2011 року:
|          | Загалом | Допрацездатний вік | Працездатний вік | Постпрацездатний вік |
| -------- | ------- | ------------------ | ---------------- | -------------------- |
| Чоловіки | 126     | 36                 | 79               | 11                   |
| Жінки    | 115     | 28                 | 64               | 23                   |
| Разом    | 241     | 64                 | 143              | 34                   |